# Agelena borbonica
Agelena borbonica là một loài nhện trong họ Agelenidae.
Loài này thuộc chi Agelena. Agelena borbonica được Vinson miêu tả năm 1863.